# Василий (Левитов)
Епископ Василий (в миру Михаил Васильевич Левитов; 1824, село Старый Келец, Скопинский уезд, Рязанская губерния — 12 февраля 1892, Раненбург, Рязанская губерния) — епископ Пензенский и Саранский.

## Биография
Родился в семье диакона села Старый Келец Скопинского уезда Рязанской губернии.
С 1838 по 1844 год учился в Рязанской духовной семинарии, затем в Московской духовной академии.
11 октября 1848 года окончил курс академии со степенью магистра и определен профессором богословия Костромской духовной семинарии.
31 мая 1850 года рукоположен во священника.
30 октября 1857 года возведён в сан протоиерея.
С 1869 года — смотритель Рязанского духовного училища.
18 июля 1870 года пострижен в монашество; 15 августа того же года возведен в сан архимандрита.
11 февраля 1873 года хиротонисан во епископа Михайловского, викария Рязанской епархии.
С 11 января 1880 года — епископ Тобольский.
В Тобольской епархии он особенно заботился о повышении нравственного уровня подведомственного ему духовенства и о благоустройстве духовной семинарии.
9 марта 1885 года уволен на покой в Московский Донской монастырь.
В 1886 году назначен управляющим Петропавловской пустынью Рязанской епархии. Особенное внимание обращал он на внутреннее преуспеяние обители и её братии. Им была установлена ежемесячная раздача милостыни бедным.
22 апреля 1889 года назначен епископом Пензенским.
12 июля 1890 года уволен на покой.
Епископ Василий отличался великим благочестием, смирением, подвижнической жизнью, молитвенным настроением. В отношении ко всем людям он был доступен, приветлив и ласков. Бывший ректор Московской духовной академии, профессор протоиерей А. В. Горский, так выразил своё впечатление после свидания с ним: «Преосвященный Василий нисколько не изменился сравнительно с тем, как я его знал студентом: каким он был смиренным, таким и остался».
Скончался 12 февраля 1892 года. Погребён в Успенском соборе Петропавловской пустыни.